# Авренкур
Авренкур (фр. Havrincourt) је насеље и општина у североисточној Француској у региону Север-Па д Кале, у департману Па де Кале која припада префектури Арас.
По подацима из 2011. године у општини је живело 402 становника, а густина насељености је износила 24,2 становника/km². Општина се простире на површини од 16,61 km². Налази се на средњој надморској висини од 113 метара (максималној 132 m, а минималној 67 m).

## Демографија
| 1962. | 1968. | 1975. | 1982. | 1990. | 1999. | 2011. |
| ----- | ----- | ----- | ----- | ----- | ----- | ----- |
| 432   | 436   | 379   | 402   | 353   | 374   | 402   |

График промене броја становника у току последњих година